# سولفولن
سولفولن (به انگلیسی: Sulfolene) یک ترکیب شیمیایی با شناسه پاب‌کم ۶۴۹۸ است.